# Arnold Zweig
Arnold Zweig (Groß-Glogau, 10 de noviembre de 1887-Berlín, 26 de noviembre de 1968) fue un escritor alemán judío.

## Biografía
Arnold Zweig nació en 1887 en la ciudad de Groß-Glogau, en la provincia prusiana de Silesia. Cursó estudios en Breslau, Berlín, Gotinga y otras universidades de Alemania. Durante la I Guerra Mundial fue soldado en el Ejército alemán y sirvió en los dos principales frentes europeos.
Fruto de sus experiencias en la guerra, en 1927 escribió la novela El caso del sargento Grischa (Der Streit um den Sergeanten Grischa), considerada una de las mejores novelas bélicas. En ella relata la historia de un prisionero de guerra ruso víctima de la burocracia prusiana. 
Es su novela más conocida y la primera de un ciclo de novelas con las que describe el impacto de la guerra sobre la sociedad capitalista.
Con la llegada al poder de Adolf Hitler en 1933 emigró a Palestina, dada su condición de fervoroso antimilitarista e influyente portavoz del sionismo.
En 1943 publicó durante su exilio la novela El hacha de Wandsbek (Das Beil von Wandsbek). La idea de la novela surgió después de que Arnold Zweig leyera en el periódico Deutsche Volkszeit del 18 de abril de 1937 la noticia sobre un maestro carnicero devenido en verdugo. La noticia fue parte de los hechos conocidos como el Domingo Sangriento de Altona, cuando el 17 de julio de 1932 una marcha de las SA en el pueblo de Altona (hoy parte de Hamburgo) terminó en un enfrentamiento con la policía y simpatizantes del Partido Comunista de Alemania.
En 1948 Zweig regresó a Alemania Oriental, donde de 1950 a 1953 fue presidente de la Academia de las Letras de Alemania Oriental. 
En 1958 fue galardonado con el Premio Lenin de la Paz, siendo nominado al Premio Nobel de Literatura en varias ocasiones.

## Obras
Su obra constituye una mezcla de humanidad con realismo y una ironía sutil. Escribió sobre los judíos y el sionismo, como en la novela De Vriendt vuelve a casa (1933) y el libro de ensayos Insultado y exiliado (1934). Publicó sus memorias en 1967.